# Estadio Tecnológico
Het Estadio Tecnológico is een voetbalstadion in de Mexicaanse stad Monterrey. Het stadion is onderdeel van het Instituut voor Technologie en Hogere Studies van Monterrey. CF Monterrey speelde zijn thuiswedstrijden tot augustus 2015 in het stadion, maar speelt nu in een ander stadion, het Estadio BBVA Bancomer in Guadalupe. Borregos Salvajes van het instituut gebruikt het stadion nu.
De opening van het stadion was op 17 juli 1950. Het werd geopend door de Mexicaanse president Miguel Alemán Valdés. Oorspronkelijk konden er 20.000 mensen in maar na de renovatie van 1985 werd het aantal uitgebreid naar 38.000 om het te kunnen gebruiken voor het wereldkampioenschap voetbal van 1986. 

## WK interlands
| № | Datum        | Wedstrijd           | Uitslag | Competitie | Toeschouwers |
| - | ------------ | ------------------- | ------- | ---------- | ------------ |
| 1 | 3 juni 1986  | Portugal – Engeland | 1 – 0   | WK 1986    | 23.000       |
| 2 | 6 juni 1986  | Engeland – Marokko  | 0 – 0   | WK 1986    | 20.200       |
| 3 | 12 juni 1986 | Algerije – Spanje   | 0 – 3   | WK 1986    | 23.980       |

Estadio Azteca (Mexico-Stad) · Estadio Olímpico Universitario (Mexico-Stad) · Estadio Universitario (San Nicolás de los Garza) · Estadio Tecnológico (Monterrey) · Estadio Jalisco (Guadalajara) · Estadio Tres de Marzo (Guadalajara) · Estadio Cuauhtémoc (Puebla) · Estadio Nemesio Díez (Toluca) · Estadio Nou Camp (León) · Estadio Sergio León Chávez (Irapuato) · Estadio La Corregidora (Querétaro) · Estadio Neza 86 (Nezahualcóyotl)